# Idaea rubiginaria
Idaea rubiginaria là một loài bướm đêm trong họ Geometridae.